# Pamela Hansford Johnson
Pamela Hansford Johnson, Baronessa Snow (Londra, 29 maggio 1912 – Londra, 18 giugno 1981) è stata una scrittrice, critica letteraria, poetessa e drammaturga britannica.

## Biografia
Nacque a Londra in una famiglia modesta; la madre Amy Clotilda Howson era un'attrice, mentre il padre Reginald Kenneth era un burocrate. La morte del padre nel 1911 lasciò la famiglia sommersa dai debiti ed Amy Howson dovette reinventarsi come tipografa per mantenere se stessa e la figlia. Dopo aver lasciato la scuola a sedici anni, Pamela Johnson cominciò a lavorare come stenografa e si avvicinò alla letteratura scrivendo poesie, poi pubblicate sul Sunday Referee e nella silloge Symphony for Full Orchestra (1934). Nel 1933 conobbe Dylan Thomas, che le ispirò il titolo del suo primo romanzo, The Bed Thy Centre (1935); l'opera suscitò scalpore per il trattamento esplicito del tema della sessualità femminile, ma la portò anche al successo. Nel 1936 sposò il giornalista Gordon Neil Stewart, da cui ebbe un figlio e una figlia prima di divorziare nel 1949.
Tra il 1936 e la morte nel 1981 pubblicò quasi una trentina di romanzi, un trattato di sociologia ispirato ai Moors murders (1962), una traduzione in inglese dell'opera La Répétition ou l'Amour puni di Jean Anouilh (portata in scena anche a Broadway) e saggi di critica letteraria incentrati su Thomas Wolfe, Ivy Compton-Burnett e Marcel Proust, di cui curò anche un'edizione critica delle lettere alla madre. Nel 1984 Anthony Burgess incluse il suo romanzo An Error of Judgement (1962) tra i migliori novantanove libri in lingua inglese del secolo. Dopo il divorzio da Stewart, nel 1950 si risposò con Charles Percy Snow; quando Snow fu investito della baronia nel 1957, Pamela Johnson divenne Lady Snow. Insieme a Snow scrisse anche sei opere teatrali, scrivendo invece da sola i drammi Corinth House e Six Proust Reconstructions.
Morì nel 1981 all'età di sessantanove anni, un anno dopo essere rimasta vedova. Fu cremata e le sue ceneri furono disperse nell'Avon.